# Susanne Riegelnik
Susanne Riegelnik (* 24. September 1948 in Budapest) ist eine österreichische Künstlerin.

## Leben
Riegelnik war Schülerin des Aktionisten Hermann Nitsch. Seit 1983 hatte sie Ausstellungen in Wien und im Ausland. Außerdem bestand eine Mitarbeit an mehreren Kinderbüchern. 1993 erfolgte ein Besuch der internationalen Sommerakademie für bildende Kunst in Salzburg bei Hermann Nitsch. Sie lebt in Wien und Kärnten.

## Werk

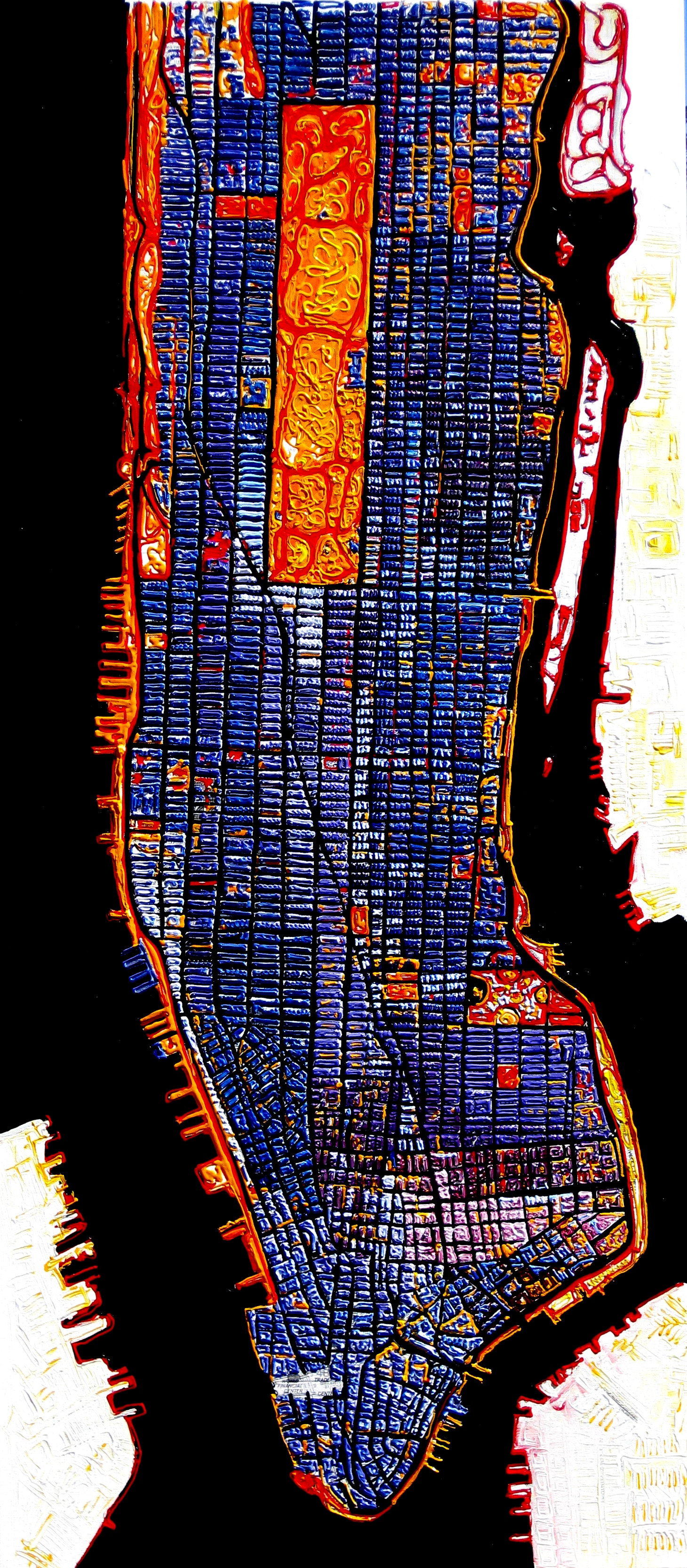
Manhattan 120x150

Riegelnik konzipiert und  realisiert Städtebilder, die aus der Vogelperspektive dargestellt werden.
Die einzelnen Häuser und Straßenzüge tropft sie entweder auf Papier oder Leinwand, so dass eine haptische Modulierung entsteht, die  an Architekturmodelle erinnert.

## Ausstellungen (Auswahl)
- 1997 Österreichisches Kulturforum Bratislava
- 1997 Szépművészeti Múzeum "Museum der Schönen Künste" Budapest
- 1997 Österreichisches Kulturforum Rom
- 1997 Galerie Art Bureau St. Petersburg
- 1998 Galerie Heike Curtze
- 2002 MUSA Museum auf Abruf Wien
- 2003 MUSA Museum auf Abruf Amsterdam
- 2004 Nationalbibliothek Tallinn
- 2005 51. Biennale Venedig (Performance in allen internationalen Pavillons Freistaat Burgstein)
- 2006 MUSA Museum auf Abruf Kopenhagen
- 2007 ART Prague
- 2008 ESPI European Space Policy Institute[1]
- 2009 Villach Ma[2]
- 2010 kleine galerie[3]
- 2010 Amerika Haus Wien 1 Ansicht der USA aus der Orbitalen Perspektive
- 2010 Shoraw Art Gallery Zeitgenössische Kunst im wilden Kurdistan Galerie Eröffnung Irak
- 2010 Sodalitas Perspektiven

## Filme
- „Die Wäscherinnen von Panta Rhei“ Kurzfilm in Zusammenarbeit mit Ferry Radax Kamera & Gestaltung F erry Radax, Musik JAZ COLEMAN, AVID - Schnitt & Ton Bernhard Nicolics, Drehbuch Susanne Riegelnik
- „Wie kommt die Auster nach Tirol“ Film In Zusammenarbeit mit Thomas Mayerhofer und Marius Gabriel
- „Der Wilderer von Winnebach“ Kurzfilm Zusammenarbeit mit Didi Kuen